# Taylor Reef
Taylor Reef är ett rev på Stora Barriärrevet i Australien.   Det ligger cirka 65 km sydost om Innisfail i delstaten Queensland.